# Panov labirint (2006.)
Panov labirint (špa.: El Laberinto del Fauno), je film iz 2006. kojeg je režirao Guillermo del Toro.

## Radnja
Film govori o trinaestogodišnjoj djevojčici Ofeliji, koja zajedno sa svojom majkom bježi u brda, gdje njen suprug Vidal, kapetan u redovima falangista, sudjeluje u borbi protiv lokalnog komunističkog pokreta otpora. Radnja je smještena u svibanj-lipnaj 1944., dok još uvijek Francoov režim progoni ostatke protivnika iz Španjolskog građanskog rata.
Dok borbe traju, Ofelia otkriva labirint nedaleko njihovog prebivališta. Tu susreće Pana čuvara labirinta, biće iz grčke mitologije. On tvrdi da je Ofelia nestala kćer kralja podzemlja koja se pojavila u drugom obliku, i da bi se to potvrdilo, Ofelia je dužna izvršiti tri opasna zadatka.

## Uloge (izbor)
- Ivana Baquero – Ofelia
- Sergi López – kapetan Vidal
- Maribel Verdú – Mercedes
- Doug Jones – Pan
- Ariadna Gil – Carmen Vidal
- Álex Angulo – Doktor Ferreiro

## O filmu
Film je bio nominiran između ostalog za Oscara u kategoriji najboljeg stranog filma a dobitnik je i BAFTA-nagrade. Film je nagrađen i s tro Oscara. Panov labirint je duhovni nastavak del Torovog filma The Devil's Backbone iz 2001.

## Vanjske poveznice
- Panov labirint u internetskoj bazi filmova IMDb-a